# Clemens Leonhard
Clemens Leonhard (* 24. Mai 1967 in Wien) ist ein deutscher römisch-katholischer Theologe, Liturgiewissenschaftler und Hochschullehrer.

## Leben
Clemens Leonhard studierte von 1985 bis 1992 katholische Theologie, Anglistik, die Sprachen des antiken Nahen Ostens sowie Judaistik und schloss seine Studien mit dem Magister der Theologie ab. Nach einem postgradualen Studium der antiken Sprachen des Nahen Ostens und der Judaistik am Department of Near Eastern Studies der University of Toronto erlangte er 1993 den Master of Arts.
Von 1993 bis 2004 war Leonhard Assistent am Institut für Liturgiewissenschaft der Universität Wien bei Hansjörg Auf der Maur und Hans-Jürgen Feulner. In dieser Zeit studierte er rabbinische Literatur bei Günter Stemberger. Nach der Promotion 1999 an der Katholisch-Theologischen Fakultät der Universität Wien forschte er von 2001 bis 2004 zur Geschichte von Pessach und Ostern. 2005 wurde er an der Universität Bonn für das Fach Liturgiewissenschaft habilitiert.
Von 2005 bis 2006 vertrat Leonhard den Lehrstuhl als Professor für Liturgiewissenschaft in Münster. Seit 2006 lehrt er als Professor am Seminar für Liturgiewissenschaft an der Universität Münster.
Leonhards Forschungsschwerpunkte sind die Zusammenhänge jüdischer und christlicher Liturgien sowie die Liturgien der syrischen Christen.

## Schriften (Auswahl)
- Ishodad of Merw’s Exegesis of the psalms 119 and 139–147. A study of his interpretation in the light of the Syriac translation of Theodore of Mopsuestia’s commentary. Löwen 2001, ISBN 90-429-0960-9.
- The Jewish Pesach and the origins of the Christian Easter. Open questions in current research. de Gruyter, Berlin 2006, ISBN 3-11-018857-0.
- als Herausgeber mit Thomas Schüller: Tot in die Kirche? Rechtliche und liturgische Aspekte der Profanierung von Kirchen und ihre Umnutzung zu Kolumbarien. Regensburg 2012, ISBN 3-7917-2463-0.
- als Herausgeber mit Hermut Löhr: Literature or liturgy? Early Christian hymns and prayers in their literary and liturgical context in antiquity. Mohr Siebeck, Tübingen 2014, ISBN 978-3-16-153218-4.